# Charaxes protoclea
Charaxes protoclea là một loài bướm thuộc họ Nymphalidae. Chúng được tìm thấy ở Châu Phi hạ Sahara.
Sải cánh con đực dài 65–70 mm, con cái dài 75–95 mm.
Ấu trùng ăn Afzelia quanzensis, Brachystegia spiciformis, và Julbernardia globiflora.

## Phân loài
Được liệt kê theo thứ tự abc.
- C. p. azota (Hewitson, 1877)
- C. p. catenaria Rousseau-Decelle, 1934
- C. p. cedrici Canu, 1989
- C. p. nothodes Jordan, 1911
- C. p. protoclea Feisthamel, 1850
- C. p. protonothodes van Someren, 1971

## Hình ảnh

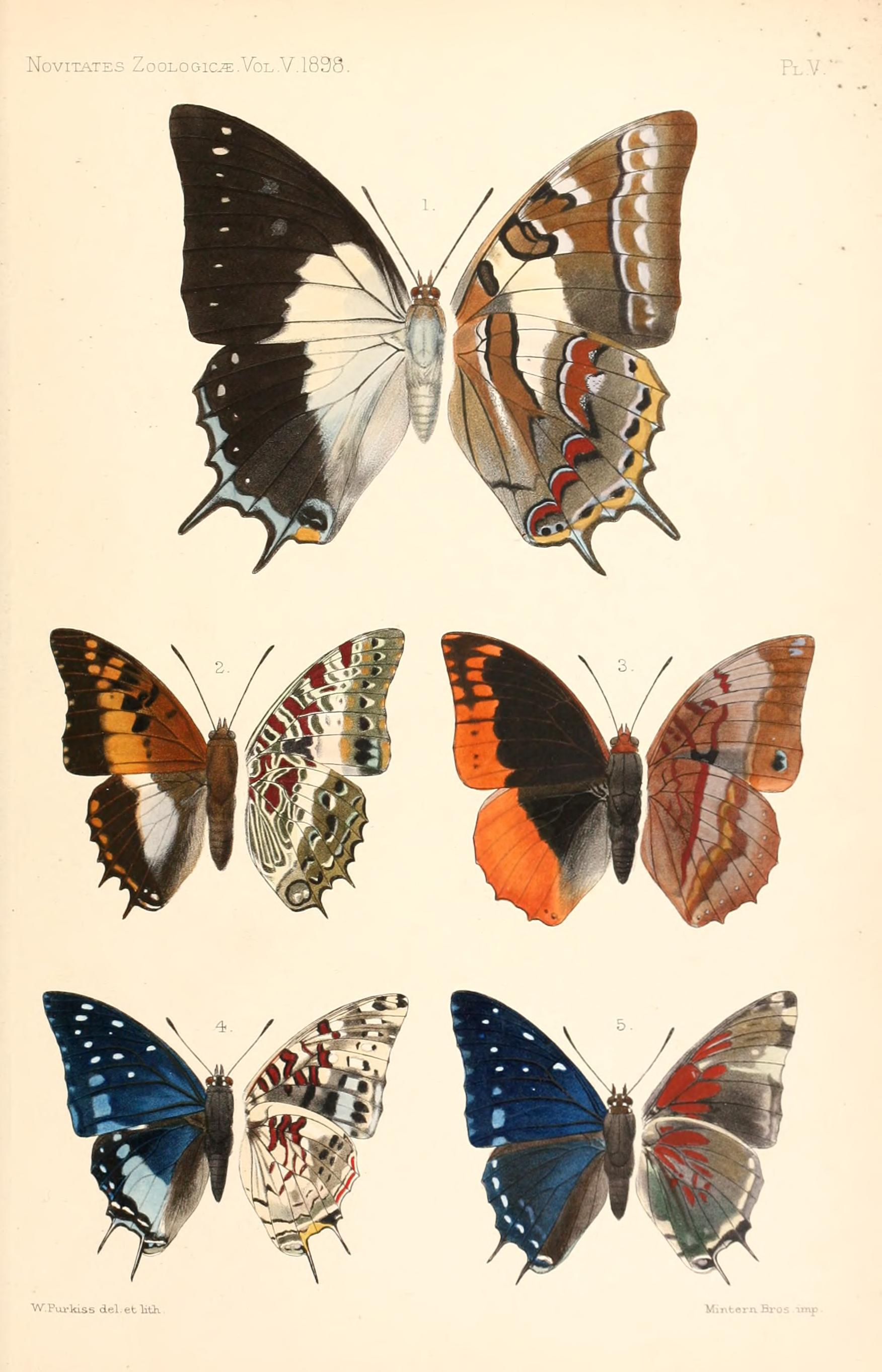